# Пуло (Месина)
Пуло је насеље у Италији у округу Месина, региону Сицилија.
Према процени из 2011. у насељу је живело 14 становника. Насеље се налази на надморској висини од 725 м.